# Cine LGBT+ en Argentina
Cine LGBT+ en Argentina se refiere a las películas realizadas en Argentina con temáticas relacionadas con la homosexualidad, el lesbianismo, la identidad de género, la intersexualidad, el poliamor, las identidades queer y en general las disidencias sexuales y de género, desde una mirada no homofóbica/transfóbica, ridiculizadora o discriminadora. Hasta la década de 1960 las películas que incluían personajes LGBT+ lo hacían desde una mirada peyorativa y de rechazo, con la excepción de Esta es mi vida (1952), protagonizada por Miguel de Molina, primera película LGBT+ argentina. A partir de la década de 1960 aparecen algunas películas que tratan temáticas e incluyen personajes LGBT+, con miradas no peyorativas, pero sin nombrar sus identidades y orientaciones. Luego de reconquistada la democracia en diciembre de 1983, se multiplican las películas LGBT+, en las que se nombran las orientaciones y géneros LGBT+, pero aún subsisten discursos invisibilizadores o patologizadores. Se destaca El beso de la mujer araña (1985), ganadora de varios premios internacionales, incluyendo el Oscar. A partir del año 2001 el cine LGBT+ argentino cubre una amplia gama de diversidades sexuales y de género, destacándose internacionalmente.

## Antes de 1960
Históricamente, la visibilidad de las sexualidades no heteronormativas ha sido particularmente problemática y compleja en el cine argentino, como lo evidencian tanto la escasa presencia inicial de personajes LGBT en los textos fílmicos como así también el temprano desplazamiento de tramas fílmicas argentinas explícitamente homosexuales u homoeróticas al Brasil a través de la producción de directores argentinos consagrados que trabajan o trabajaron para la industria cinematográfica brasileña. Filmes como A intrusa/La intrusa (Christensen, 1979) o El beso de la mujer araña (Babenco, 1985) han sido producto de esta visibilidad desplazada inicial.

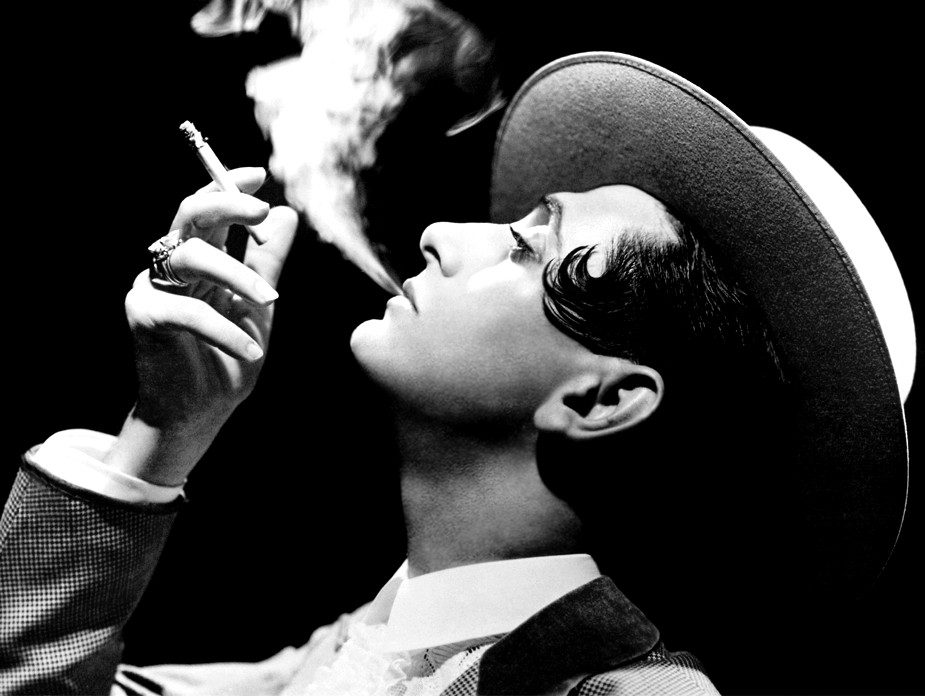
La primera película LGBT+ realizada en la Argentina desde una visión positiva es Esta es mi vida (1952), dirigida por el uruguayo/argentino Román Viñoly Barreto sobre el guion de Carlos A. Petit, que tuvo como protagonistas al célebre bailarín español Miguel de Molina, expulsado de España por homosexual.

La primera película LGBT+ realizada en la Argentina desde una visión positiva es Esta es mi vida (1952), dirigida por el uruguayo/argentino Román Viñoly Barreto sobre el guion de Carlos A. Petit, que tuvo como protagonistas al célebre bailarín español Miguel de Molina, acompañado por Diana Maggi, Maruja Montes, Fidel Pintos, Adolfo Stray y la debutante Egle Martin, elegida por el propio Molina. Molina había sido torturado y expulsado de España por el franquismo, debido a la exhibición pública de su homosexualidad y su adhesión a la causa republicana. En esa situación le escribió una carta a Eva Perón, por entonces primera dama del país, solicitándole asilo, quien de inmediato le abrió las puertas del país. Molina fue el primer artista de habla española cuya homosexualidad es públicamente conocida, razón por la que estaba también censurado en México. «Abrió un camino estético y performativo fuera de dicha práctica que sería continuado durante décadas por otros intérpretes» para visibilizar la homosexualidad. El propio Miguel de Molina en su autobiografía relata cuando una persona del aristocrático Barrio Norte le deseó la muerte por «maricón y peronacho». La película utiliza «múltiples formas narrativas y estéticas en las que lo queer está presente».
Pero más allá de la excepcionalidad de la figura de Miguel Molina, el cine argentino de la época abordó la presencia de personas de sexualidades disidentes, oscilando entre la invisibilidad, la caricatura, el desdén, o la denuncia de inmoralidad. «El imaginario social parecía no admitir la dicha para los del mismo sexo». De los años '50 data el inicio de la relación sexo-amorosa mantenida en secreto entre los cineastas Fernando Ayala y Héctor Olivera, quienes fundaron en 1956 la productora Aries Cinematográfica Argentina y realizaron gran cantidad de películas con temáticas o escenas LGBT+. Entre ellas se encuentran El jefe (1958), en el que una patota de varones le pinta forzadamente senos a otro hombre, por no tener sus mismos códigos de virilidad.

## Décadas de 1960 y 1970
A diferencia de la representación negativa y extremadamente superficial de los personajes homosexuales en el cine argentino anterior a los años sesenta (Rodríguez Pereyra 2004:45-70, 231-234; 2008:371-372; Melo, 2008:9-15), las primeras representaciones positivas y multidimensionales de personajes y problemáticas gay, lésbicas o trans, de alguna significación para la trama –esto es, más allá de la ocasional escena o viñeta homoerótica o con gays afeminados ridiculizados– comenzó tímidamente en los años sesenta y setenta.

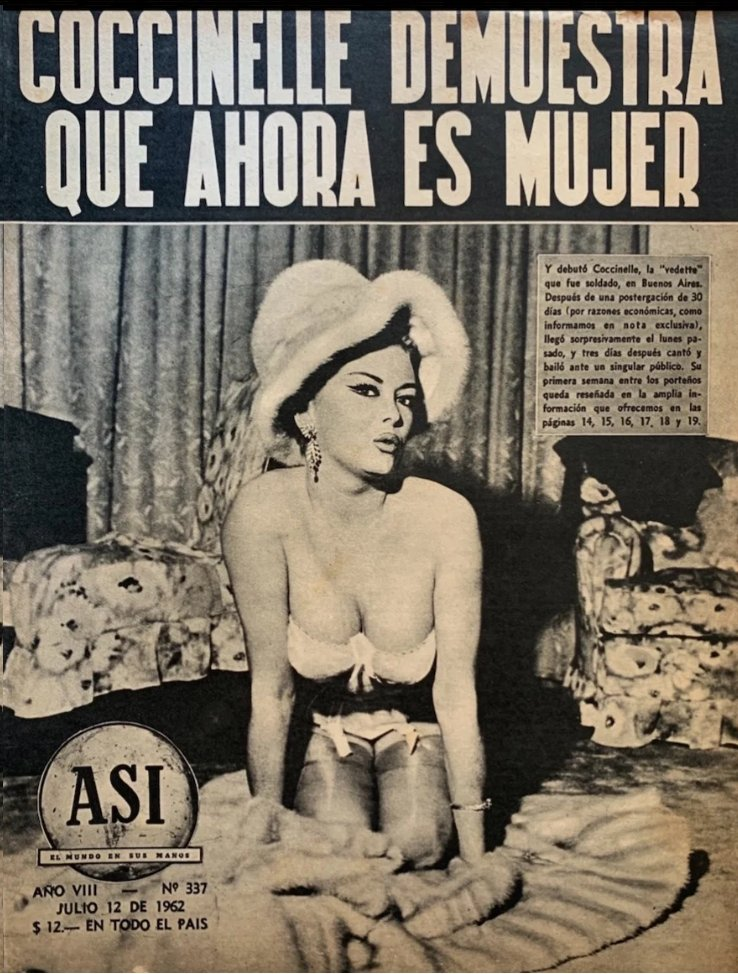
La célebre travesti francesa Coccinelle, una de las primeras en operarse para cambiar de género, visita la Argentina en 1962 y actúa en la película Los viciosos, de Enrique Carreras, causando un efecto profundo en la población y en la comunidad «marica», estableciendo un modelo de mujer travesti.

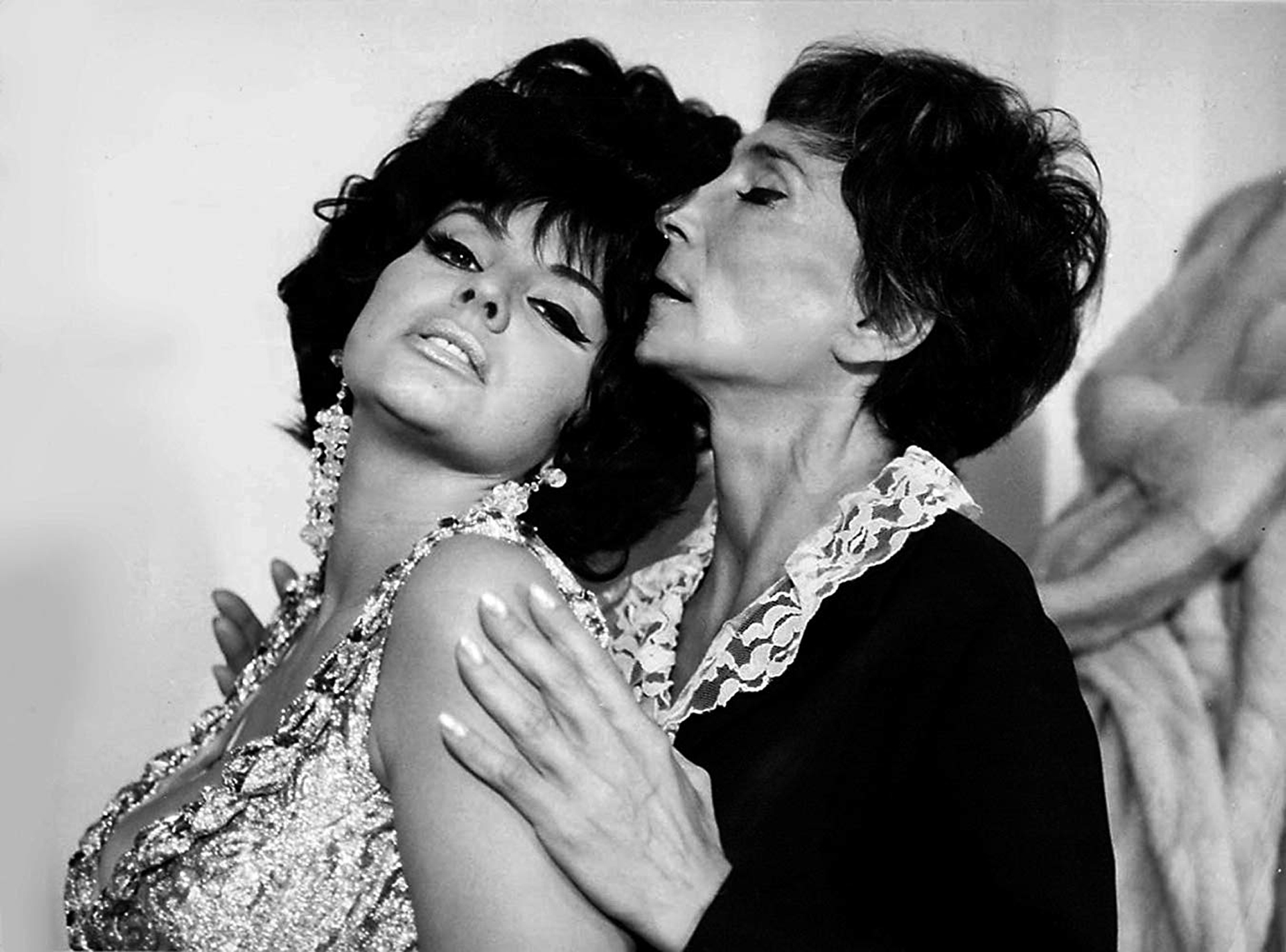
La relación entre las personajes de Isabel Sarli y Alba Mujica en Fuego (1969) fue una de las primeras representaciones de lesbianismo en el cine argentino.

Ayala y Olivera estrenan Huis Clos (A puerta cerrada) (1962), que protagoniza una mujer lesbiana cuyo deseo no se detiene ni con la muerte y que por su temática lésbica -elevada a la categoría de tabú- se volvió una película maldita. En 1963 realizan Primero yo, cuyo título alternativo fue Machito, sobre un hijo que desea ser bailarín y debe enfrentar la oposición de su padre, donde retrata la comunidad LGBT+ relacionada con las artes y la danza de Buenos Aires, «sin caricatura, sin burla, por primera vez en el cine argentino».
Los medios de comunicación, así como el teatro y el cine jugaron un papel relevante en la difusión de las posibilidades de los nuevos tratamientos hormonales y quirúrgicos para transformar los cuerpos. La llegada a la Argentina en 1962 de Coccinelle, una de las primeras mujeres trans del mundo, obró como un disparador, tanto de la decisión de miles de personas trans de iniciar tratamientos hormonales y quirúrgicos para transformar sus cuerpos, como de orientar su deseo hacia un nuevo modelo de género transexual, vinculado al mundo del espectáculo, principalmente como vedette.
Coccinelle actuó en el Teatro El Nacional, una de las sedes de la revista porteña, y protagonizó un breve cuadro musical en la película Los viciosos, de Enrique Carreras, en el que también recibe con una muñeca en brazos a algunos periodistas que le preguntan si no era algo infantil y ella responde: «como mujer tengo sólo cuatro años».
Malva, una «maricona» chilena que había migrado a Buenos Aires en 1943 recuerda ese momento con estas palabras:

A partir de “Coccinelle”. De ahí hay… como te diría… hay toda una apertura, algo nuevo que viene. Ellos vienen un montón “siliconados”, cirugías plásticas; la apertura social […] nuevas oportunidades para las mariconas, se inaugura “el travesti artista”, en todos los tugurios; había siempre un número artístico de mariconas y transformistas […]. De ahí se abre un nuevo modo de vida. Una nueva cultura. La cultura del puto artista...

Entre las representaciones destacables del período se encuentran los personajes de Jaime y Santini en La tregua (Renán 1974), el personaje protagónico de La Raulito (Murúa 1974), el homoerotismo de los hermanos Nilsen en La intrusa (Christensen 1979), algunas escenas lésbicas en Piedra libre (Torre Nilsson 1976) o en Tres veces Ana (Kohon 1961), y ya finalizando la dictadura y el período, el importante personaje gay de Pablo, en Señora de nadie (Bemberg 1982).
En 1972 se estrenó la película Las píldoras, una comedia argentina dirigida por Enrique Cahen Salaberry, con Susana Brunetti y el comediante Darío Vittori, donde actúa también Vanessa Show, la primera vedette travesti argentina, en un momento de emergencia de «la travesti» como una identidad de género autopercibida. 
En 1975 se realizó la película Mi novia el travesti, dirigida por Enrique Cahen Salaberry y protagonizada por Alberto Olmedo, que sufrió la censura al ser reemplazado el actor/actriz trans Jorge Pérez Evelyn por Susana Giménez, modificado el título por Mi novia el..., y eliminando el final, por otro heterosexual, con el argumento oficial del gobierno que "en la Argentina no existe el travestismo”. La película formaba parte de un género de la picaresca argentina surgido en esos años y promovido por la pareja artística y romántica que formaban Ayala-Olivera, que incluía gran cantidad de personajes LGBT+, «y si bien se pueden juzgar muchas de ellas con una dimensión ofensiva, hay ciertas desviaciones valiosas». La película fue un éxito de taquilla.
Las películas de este período incluyen personajes y performatividades disidentes, pero sin ser nombradas como homosexuales, lesbianas o trans. No están prohibidos ni ridiculizados, pero tampoco son nombrados. Concluye Olivera entonces que la opresión se produce precisamente por el hecho de su «innombrabilidad», que se corresponde con el hecho de «impensabilidad». «Esta 'innombrabilidad' de las sexualidades no heteronormativas, tanto como categorías identitarias como así también tipo de vínculo entre personajes o incluso como prácticas sexuales, parece ser una constante hasta mediados de los años ochenta».

## Democracia y visibilidad

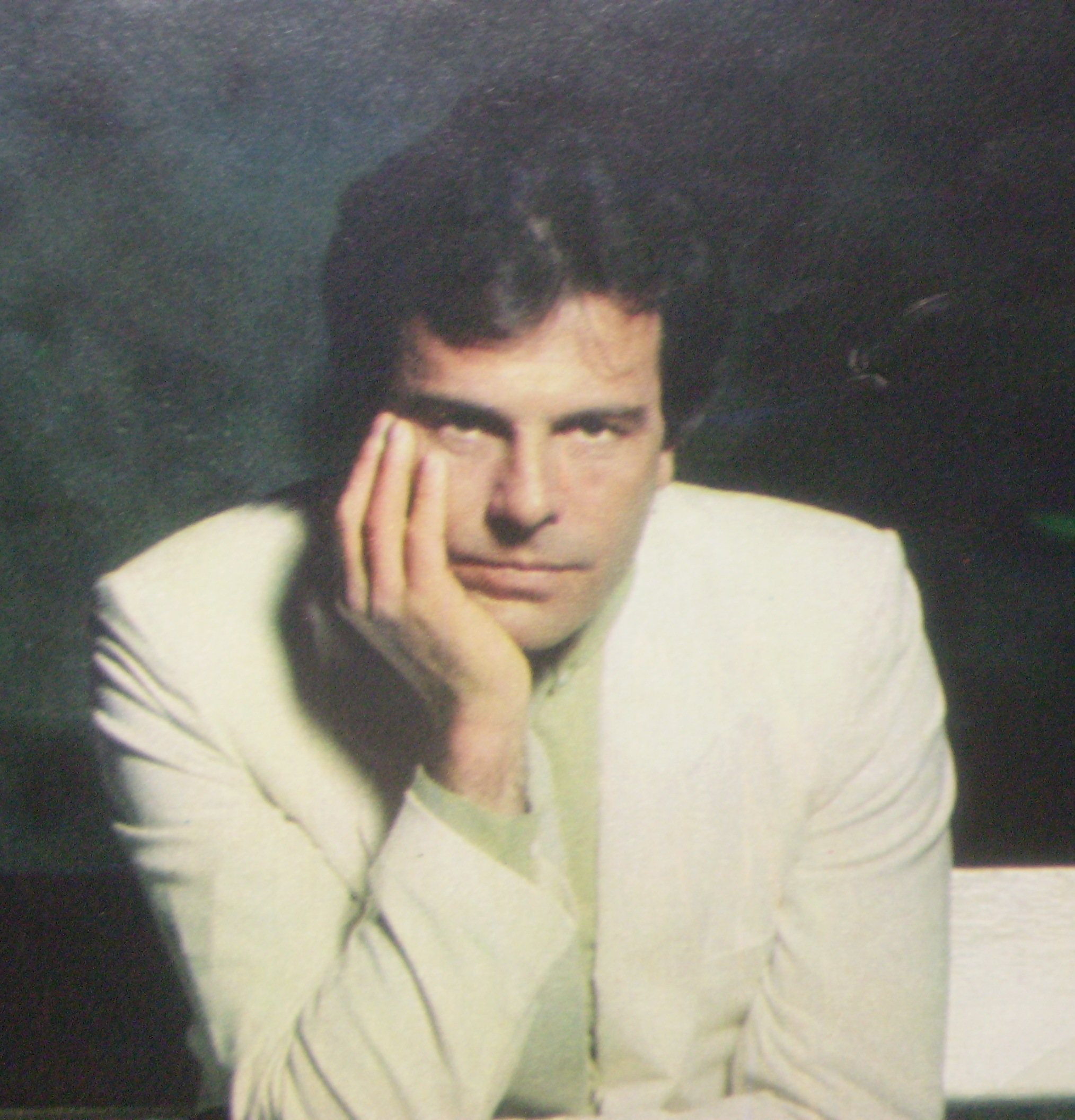
Victor Laplace interpreta el papel de Marcelo, un hombre gay que tiene una relación amorosa con un hombre recién separado, en Adiós, Roberto (Enrique Dawi, 1985). La reconquista de la democracia dos años antes abrió un lento camino a la aceptación las diversidades sexuales y de género.

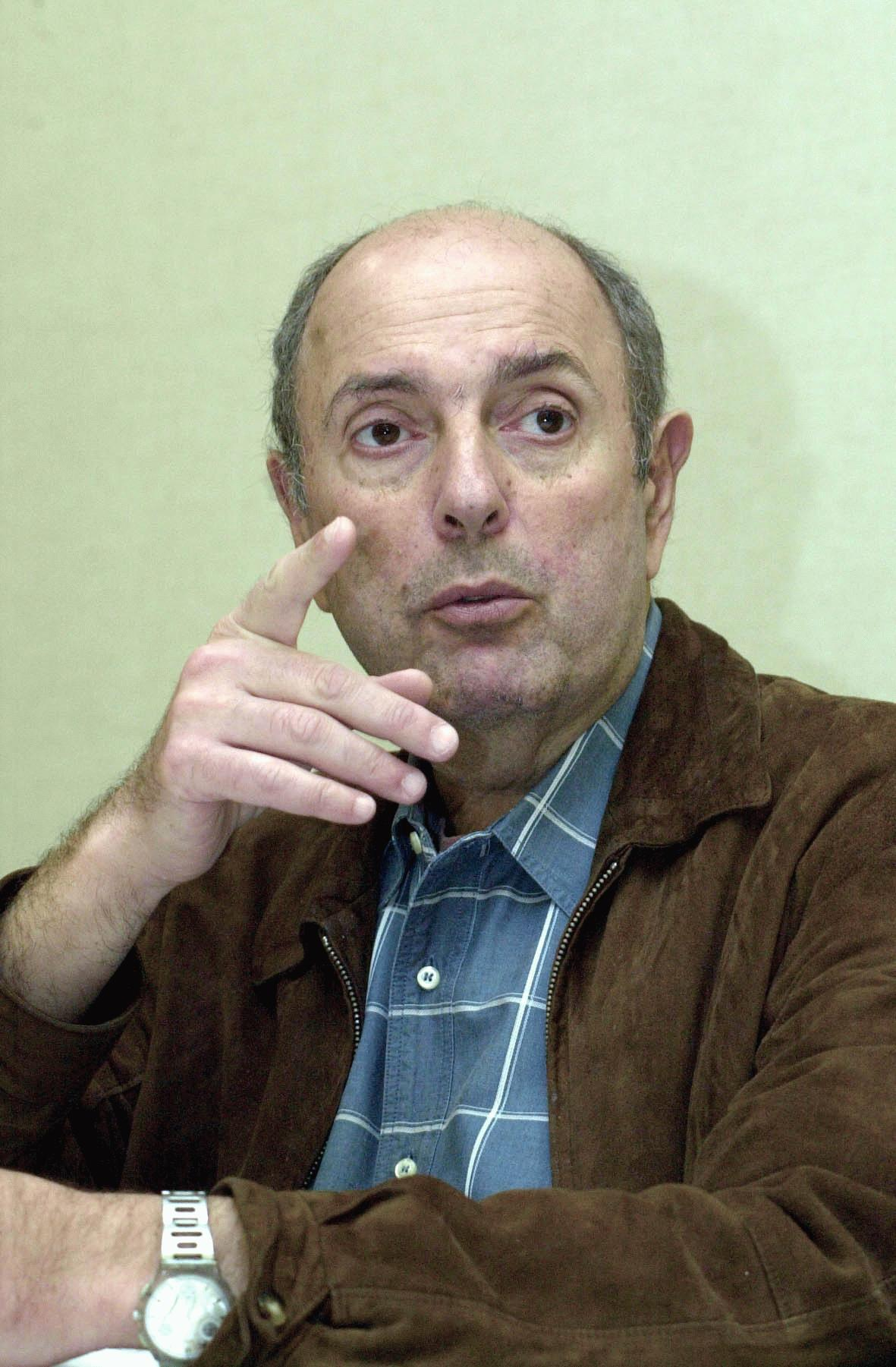
Héctor Babenco, director la la multipremiada El beso de la mujer araña (1985).

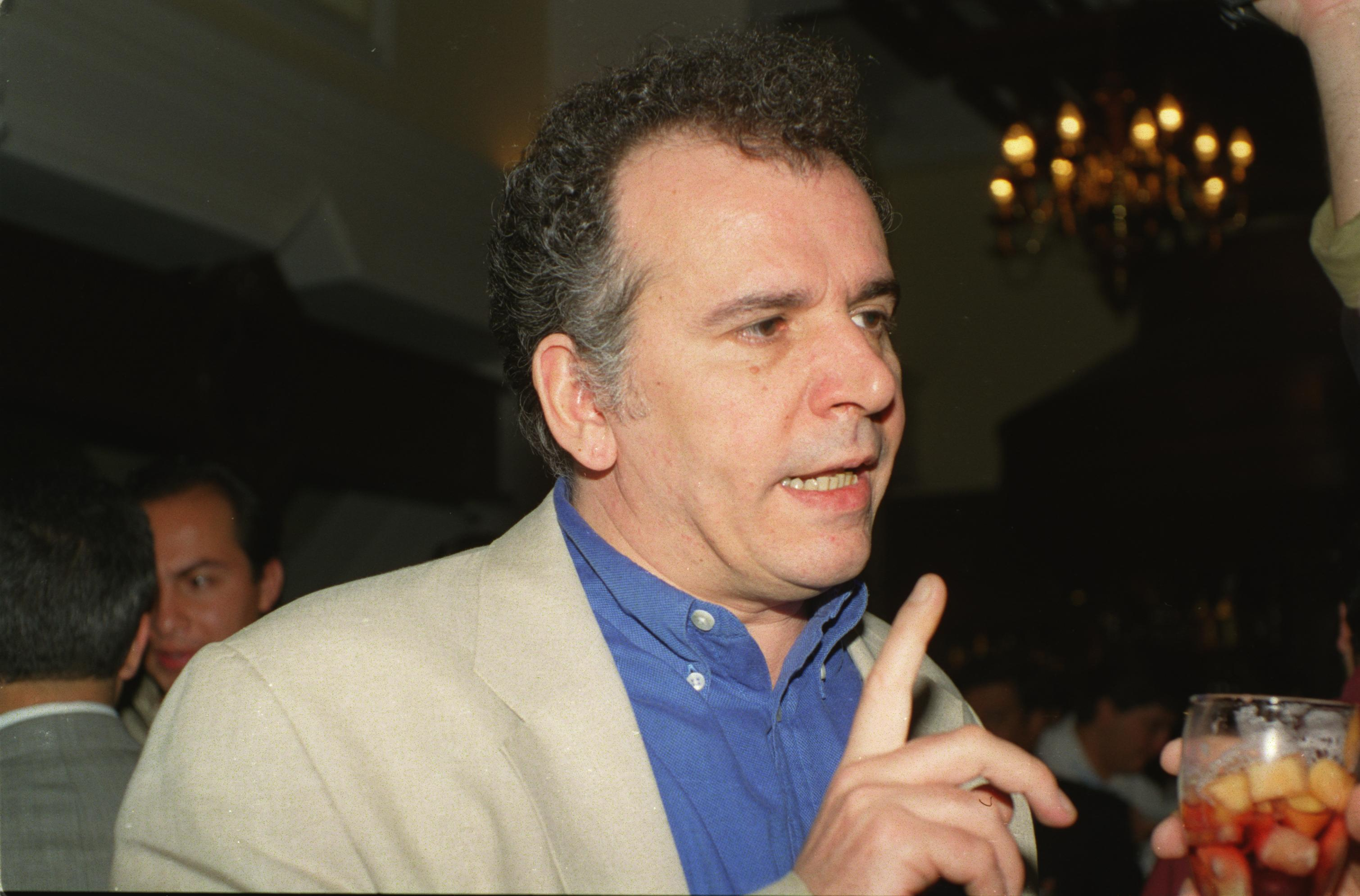
Marcelo Piñeyro, director de una de las películas LGTB de mayor impacto en Argentina: Plata Quemada (2000)

La reconquista de la democracia a partir de diciembre de 1983, abrió un período continuado de libertad que permitió la organización de los colectivos LGBT+, la despatologización y descriminalización de las sexualidades disidentes, la progresiva conquista de derechos y un cambio en los valores culturales en dirección a aceptar las diversidades sexuales y de género. En ese contexto «la visibilidad se convirtió en una de las agendas políticas explícitamente centrales del movimiento LGBT argentino a partir de principios de los años noventa (Moreno, 2008:217, 226-240)».
Adiós, Roberto (Enrique Dawi, 1985) es una película dramática en la que Roberto, un hombre separado de su mujer, necesita buscar un refugio y lo encuentra en casa de Marcelo con el que traba una buena amistad aunque ignora su homosexualidad. Después de una noche de fiesta ambos hombres mantienen relaciones sexuales, debiendo enfrentarse posteriormente a sus sentimientos e identidad sexual, pero finalmente Roberto decide volver con su esposa y su hijo. 
Otra historia de amor (Américo Ortiz de Zárate, 1986) no solo fue una de las primeras «películas gay», sino que fue la primera en ser televisadas en Argentina, aunque censurada parcialmente. Cuenta la historia de un hombre casado y con dos hijos que se enamora de su jefe. 
En ambas películas el personaje gay adopta una masculinidad tradicional, que busca por un lado ganar en autenticidad y «naturalidad», pero a expensas de postergar los estilos homosexuales que entran en colisión con el binarismo de género, tendiendo así a «fijar lo gay en una masculinidad sedimentada por la heteronormatividad, privando así a las homosexualidades masculinas de toda visibilidad queer».
La transmisión televisiva de Otra historia de amor estuvo a cargo de Telefe el 4 de febrero de 1991. El canal decidió finalizar la película doce minutos antes de manera que parezca que Bonín decide finalmente volver con su esposa, en lugar del final real en el que ambos hombres forman pareja. La Comunidad Homosexual Argentina (CHA) cuestionó la censura televisiva en un comunicado publicado por el diario Crónica:

Hay mentalidades que no pueden soportar que se vea masivamente un film donde los homosexuales no pagan con sufrimiento su condición.
Comunidad Homosexual Argentina, diario Crónica

De 1985 data el estreno de El beso de la mujer araña, del director argentino Héctor Babenco sobre un libro de Manuel Puig considerado fundacional de la literatura LGBT argentina, pero realizada y ambientada en Brasil. La trama fílmica respeta la del libro: dos personas comparten una celda; una de ellas (Valentín) es un hombre militante de izquierda homofóbico y la otra (Molina) una «loca» apolítica, que se considera mujer. En el curso de la historia ambos establecen un vínculo amoroso y mantienen relaciones sexuales. En este caso, a diferencia de las dos películas realizadas en Argentina, la identidad gay/loca/mujer rompe tanto el binarismo de género, como la performance masculina tradicional del personaje LGBT.
El beso... se estrenó en el Festival de Cine de Cannes, donde John Hurt. Recibió elogios generalizados de la crítica; Hurt ganó el Premio Oscar y el Premio BAFTA al Mejor Actor, y la película recibió otras tres nominaciones al Oscar, incluida la de Mejor Película (obtuvo el galardón Out of Africa). En noviembre de 2015 el filme entró en la lista de la Asociación Brasileña de Cine (Abraccine) de las 100 mejores películas brasileñas hechas en el país, ocupando el puesto 61.
Adrián Suar protagonizó junto a Andrea del Boca una comedia de enredo titulada Apariencias (Alberto Lecchi, 2000) en donde Carmelo Posse, tras comprobar que la mujer que ama está comprometida, accidentalmente expresa sus sentimientos de frustración por un parlante durante una marcha de orgullo gay, lo que tras un malentendido lo convierte en el nuevo héroe del movimiento LGBT en Argentina. La película contiene un interesante contenido en cuanto a la contención y defensa de personas discriminadas por su sexualidad en ese país, a pesar de que el protagonista principal utiliza su "falsa identidad gay" para mantenerse cerca de la mujer que le interesa. La cuestión "ser gay" se marca en las actitudes tomadas por cada uno de los protagonistas quienes, progresivamente se adaptan a las circunstancias e incluso, sobre el final de la película, Beto (Diego Pérez), el mejor amigo del protagonista, forma pareja con Iñaqui (Fabio Posca), quien inicialmente estaba enamorado de Carmelo.
Plata quemada (Marcelo Piñeyro, 2000) está basada en una novela de Ricardo Piglia y fue una producción que contó con una serie de actores de fuerte imagen heterosexual en su país de origen, como Eduardo Noriega o Leonardo Sbaraglia. Dicho factor, a su vez, transformó a esta película mainstream en polémica. Cuenta la historia de una pareja de delincuentes que mantienen una relación sentimental y amorosa. Obtuvo el Premio Goya a Mejor Película Extranjera.
Almejas y mejillones (Marcos Carnevale, 2000) es una coproducción hispano-argentina en la que uno de sus personajes protagónicos es una lesbiana quien, tras verse obligada a convivir con el nuevo inquilino de su casa ya que no tiene dinero para mudarse a una nueva, se va replanteando su homosexualidad.
Dice Santiago Peidro sobre el cine argentino de la etapa posterior a la recuperación de la democracia:

Respecto a los personajes de sexualidades no hegemónicas en este período, y extendiéndolo hasta bien entrados los años dos mil, podemos sostener que los mismos ya no se presentan como necesariamente transgresores. La inclusión de gays, lesbianas, travestis, trans, se torna más compleja, y los estereotipos tienden (en el mejor de los casos) a desaparecer. Ya no se trata de defender con orgullo la homosexualidad frente a la homofobia social, como ocurría, por ejemplo, en los filmes Adiós Roberto (Enrique Dawi, 1985) y Otra historia de amor (Ortiz de Zárate, 1986). No se trata tampoco de filmes de tinte pedagógico, ni construidos desde una mirada abiertamente condenatoria. En las narraciones de los noventa y de la primera década de los años dos mil, se trata más de pensar los deseos, goces y devenires de los personajes de sexualidades contra-culturales, en conexión con aquéllos propios de las sexualidades dominantes.

## Décadas de 2000 y 2010

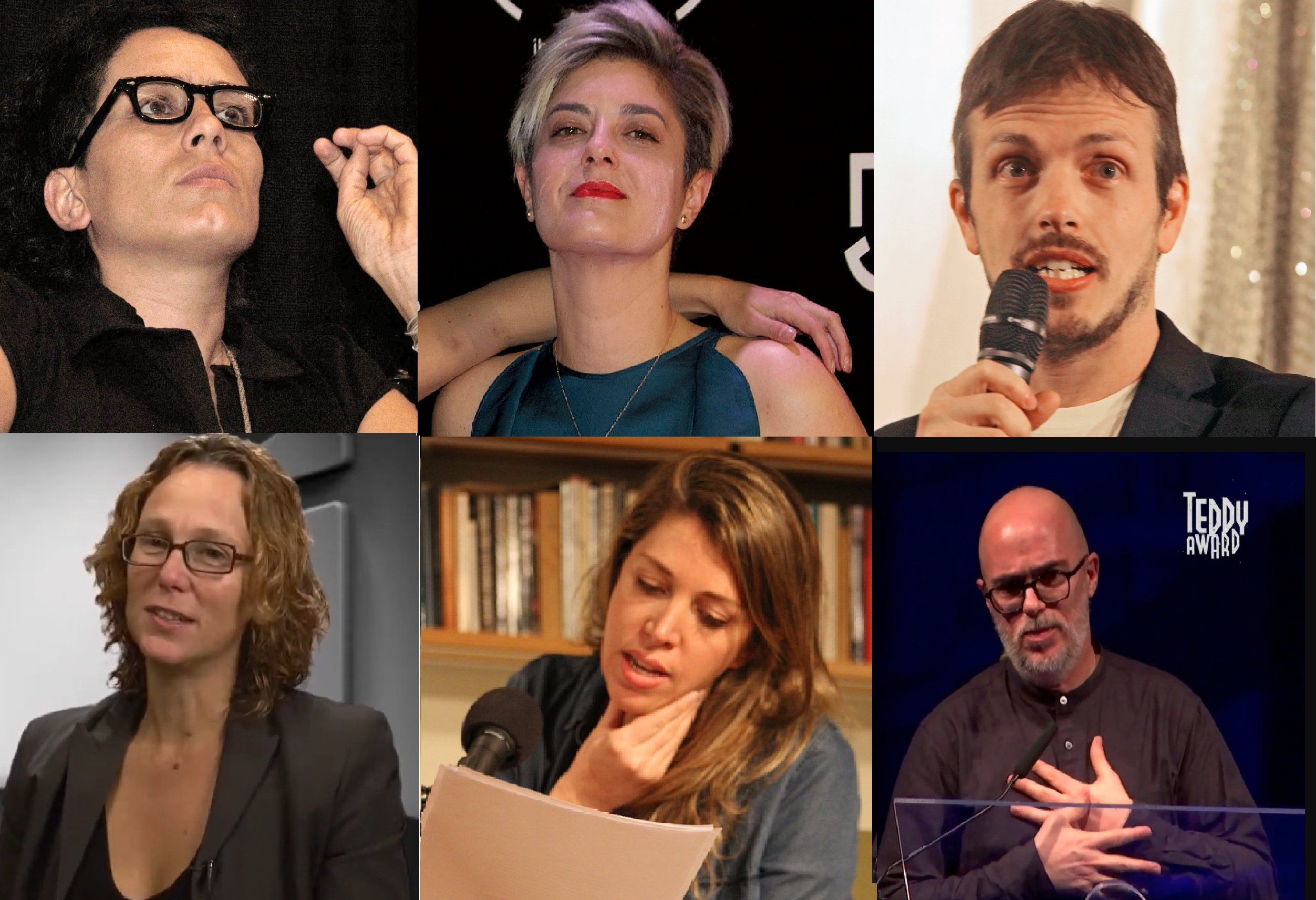
Directores y directoras de cine LGBT+ de Argentina premiados internacionalmente: 1) Albertina Carri; 2) Anahí Berneri; 3) Marco Berger; 4) Julia Solomonoff; 5) Lucía Puenzo; 6) Santiago Loza.

En el siglo XXI, especialmente después de la Crisis política, económica y social de 2001, los movimientos feminista y LGBT se masifican y logran que el Estado recoja activamente sus reclamos, para sancionar leyes fundamentales como la ley de matrimonio igualitario de 2010 y la ley de identidad de género de 2012, y poner en marcha políticas públicas a tal efecto. En ese contexto surge un cine en múltiples formatos, con un enfoque mucho más diverso y realista de las disidencias sexuales.
En 2001 aparece para el gran público Lucrecia Martel (n. 1966) con La ciénaga, que será considerada como la mejor película de todos los tiempos. El cine de Martel (luego realizaría La niña santa, La mujer sin cabeza y Zama) muestra un universo en clave queer, con infinidad de posibilidades deseantes e identitarias que, lejos de ser juzgadas o ancladas en algún lugar, se desarrollan alejadas de cualquier hegemonía sexo-generizada, a la vez que son puestas en tensión con las normas, dobles discursos e hipocresías de la pequeña burguesía salteña en decadencia. Vagón fumador (Verónica Chen, 2001) sobre la relación de una mujer con un taxiboy, en donde «queda en claro... la flexibilidad y el desinterés del sujeto de la enunciación por anclar al personaje... en alguna identidad sexual en especial. No interesa al film esa problemática».
En 2002 se estrenó Tan de repente de Diego Lerman, con una trama de mujeres deseantes que se niegan a llamarse lesbianas («El vínculo entre estas mujeres no es clasificable ni categorizable. Y el film se ocupa sistemáticamente de evadir cualquier anclaje de ese tipo»), en el contexto de una historia de jóvenes humildes que pasan un fin de semana con una anciana, que obtuvo varios premios internacionales. La ópera prima de la directora Anahí Berneri, Un año sin amor (2005), basada en la novela autobiográfica de Pablo Pérez, aborda la vida de un joven escritor gay practicante del BDSM que recibe la noticia que se ha contagiado el VIH y es rechazado por su familia y amistades, a la vez que debe buscar nuevos soportes afectivos para afrontar su situación. Gonzalo Aguilar sostiene que con Un año sin amor, el cine LGBT+ argentino ya «no pide que aceptemos los deseos homosexuales sino que se pregunta qué hacer con ellos».
La filmografía de Pablo Oliverio ha abordado en varias ocasiones la temática LGBT desde su debut en el cortometraje con Historia de amor en un baño público (2002). Algunas de sus obras más destacadas son Puto (2006), que se centra en una pareja de hombres felizmente unidos a quienes un brujo augura una pronta separación, o Un ovni sobre mi cama (2011) ambientada en un mundo futuro posapocalíptico y deshumanizado en el que Rex, un cartógrafo desempleado, y Ian, un extraterrestre en fuga, comienzan una relación que hará replantearse las cosas. También es obra de Oliveiro Fiesta con amigxs (2013) documental que trata la Ley de Identidad de Género argentina.
Ronda nocturna (Edgardo Cozarinsky, 2005), ganadora del Premio al Mejor Director Joven en el Festival Paris Cinéma, es la historia de un niño de la calle que ejerce la prostitución en la Buenos Aires socialmente arrasada que dejó la Crisis de diciembre de 2001: «Las identidades sexuales disidentes, en las ruinas de la ciudad neoliberal que retratan ambos films, se hacen contiguas a otras identidades, excluidas por cuestiones culturales y económicas. Los cuerpos queer, en estos relatos, entran en coalición con otros cuerpos residuales».
En 2007 y 2009 se estrenaron sendas películas dramáticas sobre la intersexualidad. XXY es un filme de Lucía Puenzo sobre la base de un cuento de Sergio Bizzio, que resultó multipremiado en diversos festivales internacionales (Cannes, Atenas, Bankok, Premios Goya, Edimburgo, Montreal, Premio Ariel en México, Cartagena, Festival de Cine Lésbico y Gay de San Francisco, Festival de Cine Gay y Lésbico Pink Apple, y Santa Cruz en Bolivia). El último verano de la Boyita de Julia Solomonoff, también resultó multipremiado en los festivales de Cartagena, Ceará, Kerala, Miami y Sofía.
Plan B película del 2009 dirigida por Marco Berger, cuenta la historia de Bruno, interpretado por Manuel Vignau, quien no puede aceptar que su exnovia tiene una nueva relación con Pablo. Por ese motivo Bruno crea el plan de conquistar al novio de su ex para poder recuperarla, pero cuando el amor esta en juego los resultados son inesperados. Obtuvo los premios al Mejor Desempeño Internacional (Marco Berger) y al Mejor Actor de Reparto (Lucas Ferraro) en el festival FilmOut San Diego, de los Estados Unidos. En 2011 Berger filmó Ausente que ganó el Premio Teddy al mejor largometraje.
En 2017 Agustina Comedi lanzó El silencio es un cuerpo que cae, un sorprendente documental autobiográfico sobre la vida como militante de izquierda de su padre y a la vez su oculta sexualidad disidente, construido basándose en material filmado por el padre y testimonios, que ganó entre otros premios, el Premio Cóndor de Plata 2019 a la Mejor Película Documental. 
En 2018 fue estrenada Mi mejor amigo es una película argentina escrita y dirigida por Martín Deus. Está protagonizada por Angelo Mutti Spinetta y Lautaro Rodríguez. Sinopsis: Son dos jóvenes que se conocen en la casa de Caito, nace una amistad en la cual tienen mucho que aprender uno del otro. El mismo año se estrenó Las hijas del fuego, de Albertina Carri, inspirada en la novela del siglo XIX Las hijas del fuego de Gerard de Nerval, sobre un grupo de mujeres que viven conjuntamente una sexualidad lesbiana, poliamorosa y BDSM, a la vez que enfrentan la violencia machista. Obtuvo el Premio BAFICI a la Mejor Película y el Premio LesGaiCineMad a la Mejor Dirección.
En 2019, el cortometraje multipremiado Playback. Ensayo de una despedida de Agustina Comedi, sacude la conciencia con la historia de la Delpi, única sobreviviente de un grupo de travestis y transformistas de Córdoba, que hacia fines de la década de 1980 estaban muriendo de sida una tras otra.
El cine LGBT+ argentino ha sido señalado como uno de los más destacados en su rubro. Entre 2005 y 2022 obtuvo cinco veces el Premio Teddy, especializado en cine LGBT: tres de ellos en la categoría Mejor Largometraje (Un año sin amor, Ausente y Breve historia del planeta verde ) y los dos restantes en la categorías Mejor Cortometraje (Playback. Ensayo de una despedida y El día que morí).

## Década de 2020
En 2020 Las mil y una de Clarisa Navas, fue recibida con varios premios: «El filme habla del territorio, en este caso de espacios y cuerpos marginales ubicados fuera de lo normativo… logra… cruzar distintos tipos de marginalidades y proponer relaciones alternativas, tanto de tipo estético como respecto a los lazos heteronormativos». El nombre del hijo, cortometraje de Martina Matzkin sobre las contradicciones de un preadolescente trans, fue premiado en la Berlinale.
En 2021 se estrenó Yo nena, yo princesa de Federico Palazzo, que narra la historia real de Luana Mansilla, quien nació como varón, pero que desde los dos años se identificó como niña. Basada en el libro autobiográfico Yo nena, yo princesa, escrito por su madre, Gabriela Mansilla, la película muestra la vida de Luana desde su nacimiento en 2007 con nombre y tratamiento masculino, su rebelión y exigencia de ser tratada como mujer desde los dos años, la compleja y traumática respuesta familiar y social ante el hecho y la lucha por ser reconocida en su identidad de género, hasta lograr que la presidenta Cristina Fernández de Kirchner, en 2013, dejara sin efecto la decisión judicial de negarle un documento de identidad femenino, para proceder a emitir un nuevo documento, reconociendo su identidad autopercibida, cumpliendo con la Ley de Identidad de Género sancionada un año antes. De este modo Luana Mansilla se convirtió en la primera niña trans del mundo en ser reconocida por el Estado con la identidad de género acorde a la percibida sin sentencia judicial que lo ordenara. En 2022 fue adquirida y transmitida internacionalmente por el canal Star+.
En 2022 Pablo Oliverio realizó El éxito del amor, primera comedia sexual de dibujos animados para adultos del cine argentino, resultando premiada en el Festival de Queens.